# Чезієнь (комуна)
Чезієнь, Чезієні (рум. Cezieni) — комуна у повіті Олт в Румунії. До складу комуни входять такі села (дані про населення за 2002 рік):
- Бондря (303 особи)
- Корлетешть (419 осіб)
- Чезієнь (1501 особа) — адміністративний центр комуни

Комуна розташована на відстані 148 км на захід від Бухареста, 28 км на південь від Слатіни, 39 км на південний схід від Крайови.

## Населення
За даними перепису населення 2002 року у комуні проживали 2223 особи, усі — румуни. Усі жителі комуни рідною мовою назвали румунську.
Склад населення комуни за віросповіданням:
| Релігія     | Кількість осіб | Відсоток |
| ----------- | -------------- | -------- |
| православні | 2220           | 99,9%    |